# Menhir de Saint-Samson
Le « menhir » de Saint-Samson est une pierre sacrée située dans l'enclos de la chapelle du même nom, sur la commune de Pleumeur-Bodou dans le département français des Côtes-d'Armor.

## Protection
Le monument fait l’objet d’une inscription au titre des monuments historiques depuis le 7 octobre 1964.

## Description
La pierre est constituée d'un bloc effilé en granite de l'Île Canton. Elle est légèrement inclinée au nord-ouest. Elle mesure 1,85 m de hauteur pour une largeur à la base de 0,50 m à 0,60 m et de 0,10 m à 0,15 m au sommet. La pierre, de une forme phallique, a été christianisée, sur la face sud-est à 1,35 m de hauteur, en y taillant d'une petite croix carrée près du sommet. « Rien ne permet d'affirmer que cette croix monolithe frustre ait été taillée réellement dans un menhir ».
Sur l'un des côtés, la pierre comporte une échancrure polie par les frottements répétés des pèlerins qui viennent s'y frotter.

## Folklore
La tradition attribue à la pierre le pouvoir d'accroître la fertilité des femmes ainsi que la virilité des hommes en se frottant contre la pierre. Ces croyances étaient liées à la forme du menhir, qui, sous certains angles, peut faire penser à un phallus. La pierre possède aussi des pouvoirs de guérison, , elle est notamment visitée pour les maux de reins. Des parcelles de la pierre, broyées, étaient utilisées pour confectionner une potion miraculeuse.

## Référence
1. 1 2 3  Marchat et Le Brozec 1991
2. ↑  « Menhir », notice no PA00089441, sur la plateforme ouverte du patrimoine, base Mérimée, ministère français de la Culture
3. 1 2  Guénin 1995
4. ↑  Bernard Rio, Le cul bénit. Amour sacré et passions profanes, Coop Breizh, 2013 (ISBN 978-2-84346-582-6)
5. ↑  Dictionnaire archéologique de la Gaule : Époque celtique (tome 2 : H-Z), 1923, page 362.
6. ↑  Harmois 1912, p. 219.
7. ↑  Harmois 1912, p. 197.